# Net-linx
A net-linx é um provedor global de software e soluções para jornais, guias telefônicos e publicações on-line.

## Ramo de atividade
Suas soluções integradas se expandem desde o processo de vendas, produção de gráficos e conteúdo editorial, layout, paginação, publicações multimídia e faturamento. Recentemente a net-linx expandiu seus negócios para incluir teceirização de TI.
A base de clientes internacionais da net-linx incluem mais de 100 publicadores, como o jornal The Washington Post e guias de telefonia como a British Telecom.

## História da companhia
A net-linx foi fundada em Edmonton, Canadá, originalmente operando sobre o nome de "Pre Print". Sua matriz foi transferida para Dresden, Alemanha, após a Reunificação da Alemanha, se tornando uma das primeiras companhias multi-nacionais a operar fora da área chamada "Saxônia do Silicone". Além da Alemanha e do Canadá, a net-linx possui escritórios nos Estados Unidos da América, no Reino Unido, Malásia, Brasil e Austrália.

## Parcerias
A Studio Innovators International (Sii) é a companhia parceira da net-linx. Esta empresa fornece serviços terceirizados aos publicadores, especificamente a produção de gráficos. Além disso, tem desenvolvido uma série de ferramentes individualizadas de suporte ao processo de vendas.